# Maldegem
Maldegem (Pronunciación holandesa: [ˈmɑldəɣɛm]) es un municipio localizado en la provincia belga de Flandes Oriental. El municipio comprende los pueblos de Maldegem, Adegem y Middelburg. Las poblaciones de Kleit y Donk siempre han sido aldeas separadas de Maldegem. A comienzos del 2018, Maldegem tenía una población total de 23.689 habitantes. El área total es 94.64 km² (36.54 sq mi) lo cual da una densidad de población de 250 habitantes por km².
El Stoomcentrum Maldegem está localizado en la antigua estación de ferrocarril de Maldegem perteneciente a NMBS.

## Demografía

### Evolución
Todos los datos históricos relativos al actual municipio, el siguiente gráfico refleja su evolución demográfica, incluyendo municipios después de efectuada la fusión el 1 de enero de 1977.
| Gráfica de evolución demográfica de Maldegem entre 1846 y 2018 |
|                                                                |

## Habitantes notables
- Joanna Courtmans (1811–1890), escritora.

## Relaciones internacionales

### Ciudades Hermanas
Maldegem está hermanada con las siguientes ciudades:
- Adria, Italia
- Świdnica, Polonia
- Ermont, Francia
- Wierden, Países Bajos
- Lampertheim, Alemania